# Q (Звёздный путь)
Q (англ. Q) — вымышленная инопланетная раса во вселенной научно-фантастического сериала «Звёздный путь». Первое появление 28 сентября 1987 года в серии «Встреча в дальней точке» (англ. Encounter at Farpoint) сериала «Звёздный путь: Следующее поколение» (начальная серия сериала). Роль «Q» исполнил Джон де Ланси.
Помимо сериала «Звёздный путь: Следующее поколение», «Q» появляются ещё в двух сериалах франшизы, «Звёздный путь: Глубокий космос 9» и «Звёздный путь: Вояджер», а также в анимационном сериале «Звездный путь: Нижние палубы».
Джин Родденберри выбрал букву Q в честь своего друга Джанет Квартон (англ. Janet Quarton).

## Описание
Инопланетная раса могущественных существ, негуманоидного типа, следящая за развитием людей, полагающая, что люди эволюционируют в вид похожий на «Q», но смогут продвинуться дальше «Q». Способны к самовоспроизводству, двуполые, рожают детей (англ. The Q and the Grey). Управляют вселенной посредством манипуляции силой. Обращаются к друг другу Q (англ. Deja Q). Проживают в «Континиуме». Представители этой расы могут умереть или быть убиты, несмотря на свою богоподобность, мы узнаем это из серии «Жажда смерти» (англ. Death Wish). Q являются создателями мультивселенной.

## Актёры и персонажи

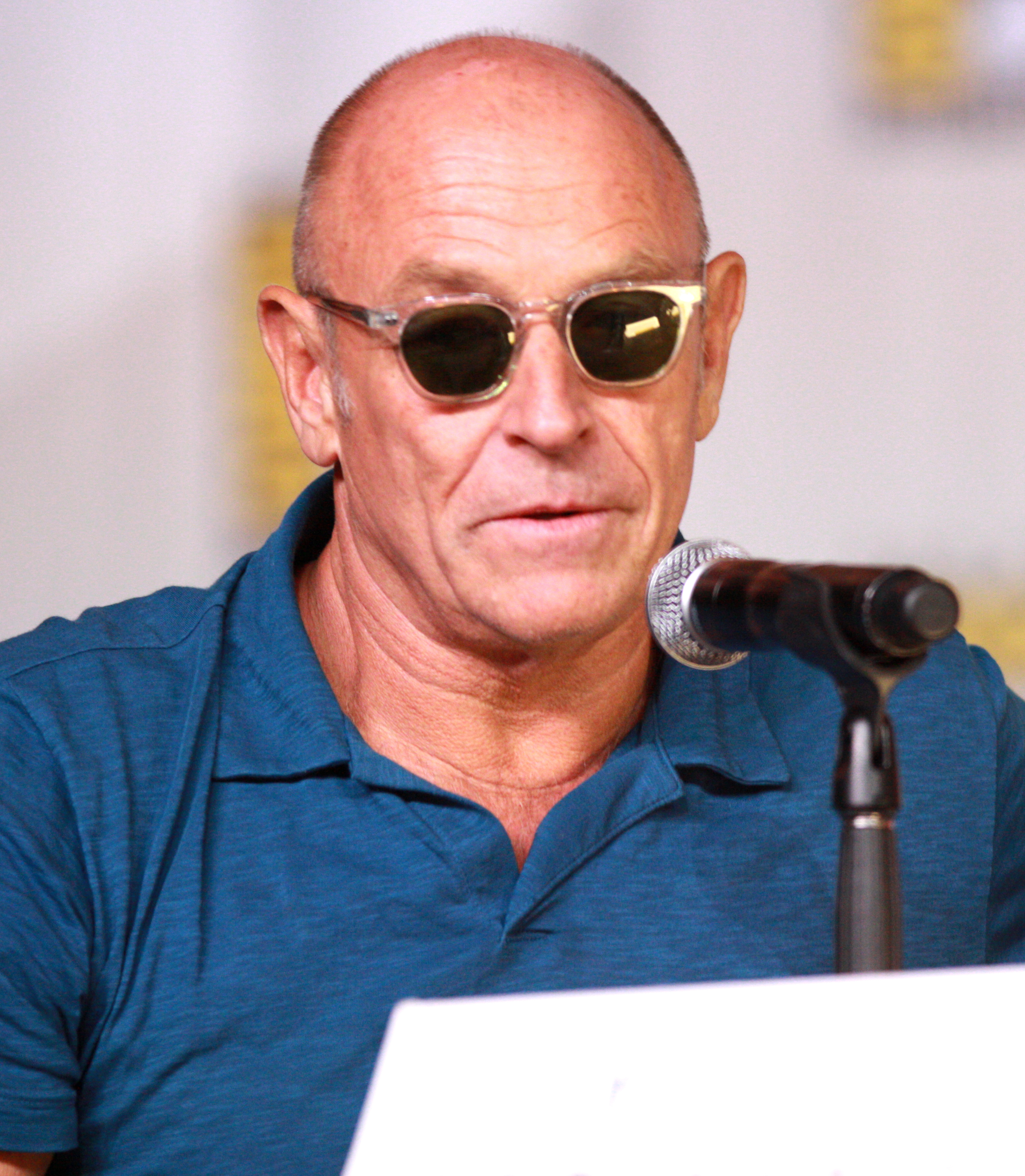
Корбин Бернсен

Сюзи Плаксон

На экране роли «Q» исполняют такие актёры как Джон де Ланси, Корбин Бернсен и Оливия д’Або, Гэррит Грехем, Сюзи Плаксон и Харви Преснел, Лорна Равер, Киган де Ланси (сын Джона де Ланси).

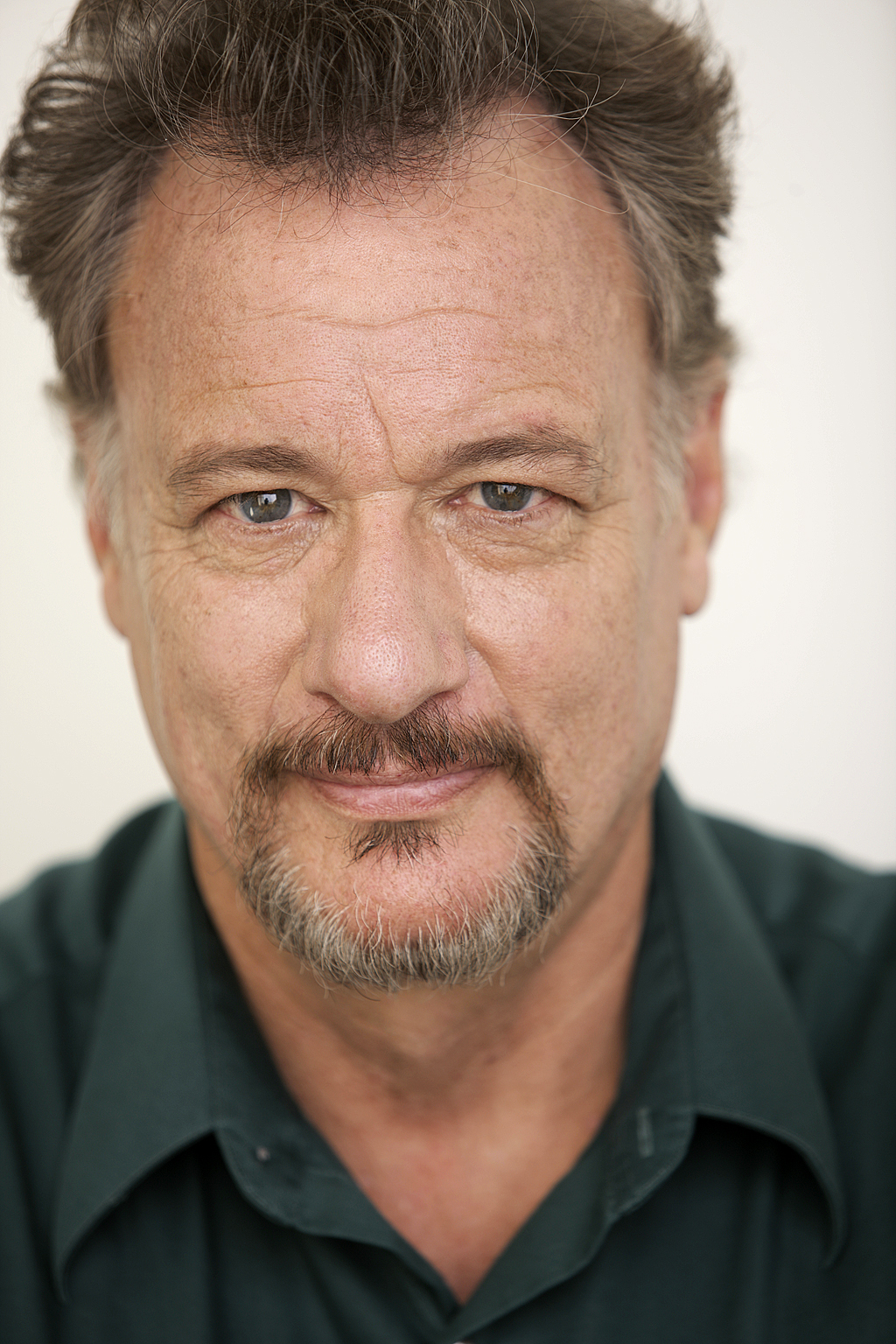
Джон де Ланси

- Джон де Ланси — «Q».[1][6] Q — источник проблем для людей, он испытывает их и играет с ними, задавая сложные вопросы и доставляя массу беспокойства и неприятностей; он не скрывает что получает от этого удовольствие.[6] Член группы могущественных существ, следящих за ходом развития человечества, что делает каждое его появление на экране интригующим и говорит зрителям, что сейчас произойдет что-то интересное.[6] Де Ланси о своем персонаже отзывался как о источнике остроумия и комичности, и в то же время рядом с ним никогда не было комфортно, он держал всех в напряжении.[6] По словам актёра, режиссёр настаивал на том, чтобы персонаж был серьезен, однако актёр сымпровизировал, добавив иронии и, поскольку никто не сказал нет, он пошел дальше.[6] Театральные появления Q, его монологи и цитаты, это его визитная карточка.[11] По мнению де Ланси, в отличие от «Следующего поколения», появление его персонажа в следующих сериалах не несло какой-то осмысленной нагрузки, а было лишь для того, чтобы порадовать публику полюбившимся ей персонажем и добавить немного юмора в шоу.[11] Несмотря на слова героя Патрика Стюарта о том, что он устал от лжи Q, герой де Ланси шутит, иронизирует, создает альтернативные реальности, но при этом он делает именно то, что говорит, возможно, Q самый честный «человек» во вселенной.[12] У Q есть жена и сын.[7]

- Корбин Бернсен — Q.[13] Второй представитель континуума, которого видит зритель на экране, разительно отличается от первого.[9] Персонаж Бернсена прислан континуумом, чтобы присматривать за Q — де Ланси, возвращает последнему силу из-за акта самопожертвования.[8][14]
- Гэррит Грехем — «Q».[1] Появляется в серии «Жажда смерти»(англ. Death Wish) как представитель континуума, желающий умереть, за что был наказан и заточен в комете на 300 лет.[10] Впоследствии лишён силы и умер.[10]

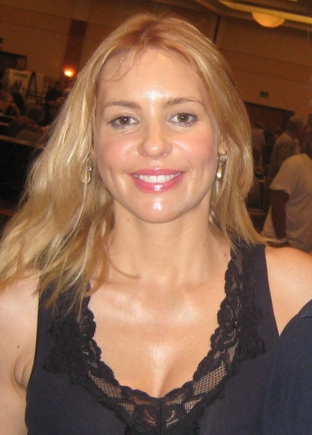
Оливия д’Або

- Оливия д’Або — «Q».[15] Оливия д’Або, британская актриса, появившаяся в роли студентки Аманды на борту корабля в серии «Настоящий Q»(англ. True Q).[15] К моменту съемок актриса ничего не знала о «Следующем поколении».[15] Однако, по словам актрисы, играть этого персонажа было интересно и волнующе, это была уникальная роль для неё.[15] Так как она была поклонником оригинального сериала, актёров Уильяма Шетнера и Леонарда Нимоя, для неё работать над продолжением было честью и удовольствием.[15] По словам актрисы, её персонаж, сирота, была сильной и мудрой, находилась на том этапе жизни, когда ей предстояло принять важные решения, она искала ответы на свои вопросы и все же была юна и порой впечатлительна.[15] Внутри неё был конфликт, сила и возможности, — потенциал, который предстояло реализовать.[15] На съемках все были теплы и добры к актрисе, впрочем как и к друг другу, это был очень приятный коллектив.[15] Больше всего ей нравились двери, которые открывались и закрывались автоматически.[15] Актрисе очень понравилось работать с де Ланси, прежде всего потому, что он был очень озорным, энергичным и каждый раз напоминал ей, насколько важен «Звездный путь», для людей по всему миру, говоря, что «Звездный путь» будет жить вечно.[15] Самый часто задаваемый вопрос для актрисы был, каково было целоваться с Джонатаном Фрейксом.[15] Оливии очень понравилось работать с Патриком Стюартом, особенно в последней сцене, ведь по сути персонаж Стюарта все время защищал и направлял Аманду, давал ей возможность сделать выбор.[15]

- Сюзи Плаксон — «Q».[16] Первое появление актрисы состоялось в сериале «Звёздный путь: Следующее поколение» в роли жены Ворфа, позднее ей предложили роль Q.[16] Актриса говорит, что её часто спрашивают, какая из этих ролей ей больше понравилась.[16] На что актриса отвечает, что ей бы хотелось вновь сыграть нарциссическую высокомерную Q, которая делает все что ей хочется.[16] Актриса также исполнила роль Тары в серии «Перемирие»(англ. Cease Fire) Звёздный путь: Энтерпрайз.
- Харви Преснел — «Q».[17] По словам режиссёра Клифа Боила, эпизод «Кью и Грэй»(англ. The Q and the Grey), ему очень понравился прежде всего потому, что он вновь работал с де Ланси в роли Q, а ещё потому, что посчастливилось работать с американским музыкантом Харви Преснелом.[17] Преснел прославился как певец благодаря кинофильмам студии MGM.[17] Он сыграл маленькую, очень маленькую роль в серии, посвященной гражданской войне в континууме, представ в образе генерала южан.[17]
- Лорна Равер — «Q».[18] О своей небольшой роли в эпизоде «Q2»(англ. Q2) актриса говорила, с некоторым разочарованием, так как надеялась получить модный наряд, а ей сделали серый макияж и одели в строгий костюм.[18]

## Эпизоды

«Звёздный путь: Следующее поколение»

Первое появление персонажа «Q» в первой же серии, открывающий сериал, «Встреча в дальней точке» (англ. Encounter at Farpoint). «Q» предстает в образе судьи, который намерен судить все человечество.
Очередное появление «Q» происходит в 10 серии 1 сезона «Прятки с Q» (англ. Hide and Q), в которой он испытывает первого офицера Райкера возможностями, которые дает сила «Q».
Из 16 эпизода 2 сезона «Q Кто» (англ. Q Who) становится известно, что благодаря Q происходит первый контакт людей и боргов, в результате чего Пикар вынужден просить о помощи.
«Дежа Q» (англ. Deja Q) 13 эпизод 3 сезона, в котором команда корабля пытается выяснить, связано ли изменение орбиты луны далекой планеты и очередное появление Q.
«Кьюпидон» (англ. Qpid), в 20 эпизоде 4 сезона Q пытается отплатить Пикару, наладив его личную жизнь.
В 6 эпизоде 6 сезона «Настоящий Q» (англ. True Q), зрители видят, как экипаж Энтерпрайза пытается спасти планету от гибели, а Q тем временем пытается завербовать молодую студентку на борту корабля в континуум.

Из 15 серии 6 сезона «Гобелен» (англ. Tapestry), мы узнаем, что Пикар умирает из-за неисправности его искусственного сердца, и Q встречает его в загробной жизни. Q показывает Пикару инцидент из его прошлого, о котором Пикар всегда сожалел, так как его результатом стала замена сердца на протез. Затем он убеждает Пикара, что это не было ошибкой.

«Звёздный путь: Глубокий космос 9»

В последней серии заключительного сезона «Следующего поколения» «Все блага мира» (англ. All Good Things), Q помогает Пикару спасти человеческий род, а заодно и всю галактику, а может и вселенную.
«Неизлечимый» (англ. Q-Less), Q знакомится с Бенджамином Сиско, но вскоре понимает, что это не Пикар.
«Жажда смерти» (англ. Death Wish), эпизод посвященный Q, запертому собственным народом на комете из-за его желания прекратить собственное существование.
«Кью и Грэй» (англ. The Q and the Grey) Q развязывают гражданскую войну, в результате чего вокруг Вояджера образуются сверхновые, Q предлагает Джейнвэй стать матерью его ребёнка.
«Q2» (англ. Q2) Q понимает, что его сын слишком отбился от рук, он поручает капитану Джейнвэй перевоспитать его.

«Звёздный путь: Нижние палубы»

«Истина» (англ. Veritas), Q появляется во флэшбэке. Он бросает вызов старшему офицерскому составу корабля USS «Серритос», чтобы доказать ценность человечества.

«Звёздный путь: Пикар»

«Старгейзер» (англ. The Star Gazer) 1 эпизод 2 сезона. Прошло полтора года с событий прошлого сезона. Пикар стал канцлером Академии Звёздного флота, Раффи и Риос вернулись на службу: Раффи в качестве старпома «Эксельсиора», а Риос — в качестве капитана «Старгейзера». Элнор стал курсантом в Академии. Агнес сопровождает Соджи, которая путешествует по планетам Федерации в качестве посла своего народа. «Сирена» теперь принадлежит Седьмой. Внезапно в пространстве открывается дыра, из которой приходит сообщение: просьба о помощи Пикару. Пикар и Седьмая отправляются на борт «Старгейзера». Пикар отвечает на сообщение, и затем из дыры появляется огромный корабль Борг. Прибывает Звёздный флот. Борг телепортируют на борт свою королеву, которая начинает ассимилировать весь флот благодаря технологиям Борг в конструкции. Пикар активирует систему самоуничтожения. Он приходит в себя у себя дома, однако всё не так. Внезапно появляется Кью и говорит ему, что испытание человечества всё ещё продолжается.
«Кара» (англ. Penance) Во 2 эпизоде 2 сезона Кью демонстрирует Пикару эту новую альтернативную реальность, в которой тираническая и квенофобная Конфедерация Земли истребила клингонов, ромулан и кардассианцев, и готовится уничтожить вулканцев и последнюю королеву Борг. Генерал Пикар является жестоким и беспощадным главнокомандующим Звёздного корпуса Конфедерации. Семь является президентом Конфедерации, а Раффи — её шеф безопасности, которая ловит «повстанца» Элнора. Полковник Риос завершает операцию по истреблению вулканцев, однако Семь отзывает его на Землю. Юрати готовит королеву Борг к публичной казни. Королева чувствует изменения в реальности и сообщает остальным где и когда они случились: 2024 г., Лос-Анджелес. Пикар решает отправиться в прошлое чтобы исправить то, что изменил Кью. Для расчётов временного варпа им необходима королева. Во время казни, Риосу удаётся телепортироваться всех на борт «Сирены», однако затем магистрат и муж Семи телепортируется на борт, стреляет в Элнора и готовится казнить Пикара как предателя.

## Компьютерные игры
Компьютерная игра 1996 года «Звёздный путь: Борг» в основном состояла из сегментов живых выступлений, снятых Джеймсом Л. Конвеем, и в ней Джон де Ланси играл Q.
Q также появляется во время праздничных событий в многопользовательской онлайн-игре «Star Trek Online», включая создание Рождественской деревни, в которую можно телепортировать персонажей игроков.

## Оценка работы актёров
В 2009 году Q занял 9-е место среди лучших персонажей всех «Звёздных путей» по версии IGN.
В 2016 году Time поставил Q на 10-е место среди лучших злодеев франшизы «Звёздный путь».
В 2017 году Space.com оценил Q как один из «15 самых причудливых инопланетных видов» в «Звёздном пути».
В 2018 году издание The Wrap заявило, что Q будет на вершине списка, если он будет включен в рейтинг 39 главных героев франшизы «Звёздный путь» до «Звёздного пути: Дискавери».
В 2018 году CBR назвал Q лучшим повторяющимся персонажем «Звёздного пути» № 1".